# Henri Jules, Prinț de Condé
Henri Jules de Bourbon, Prinț de Condé (n. 29 iulie 1643, Paris, Regatul Franței – d. 1 aprilie 1709, Paris, Regatul Franței) a fost Prinț de Condé din 1686 până la decesul său. La sfârșitul vieții a suferit de licantropie și a fost considerat nebun.

## Biografie

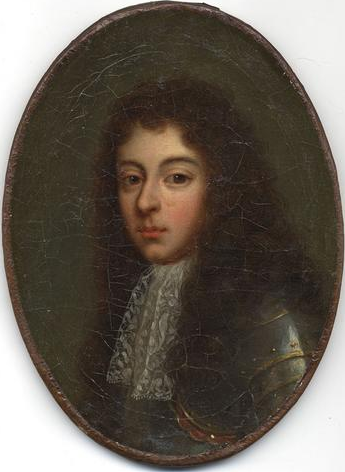
Prințul Henri Jules

Henri Jules a fost fiul cel mare al Prințului de Condé, Ludovic al II-lea și a soției acestuia, Claire-Clémence de Maillé. A fost singurul moștenitor al enormei averi și a proprietăților Condé. Mama sa, Prințesa Claire-Clémence de Maillé-Brézé, era nepoata cardinalului Richelieu. A fost botezat la biserica Saint-Sulpice din Paris în ziua nașterii. Primii trei ani din viață, în timp ce tatăl lui era duce d'Enghien, el a fost cunoscut la curte drept duce d'Albret. După decesul bunicului său, el a moștenit titlul de duce d'Enghien. Ca membru al casei regale de Bourbon, el s-a născut prinț de sânge.
De-a lungul celei mai mari părți a vieții sale, Henri Jules a fost instabil mental. El a fost un om scund, urât, desfrânat și brutal, nu numai "repulsiv în aparență" ci "blestemat cu un temperament atât de violent încât era periculos să-l contrazici".
A fost bine educat însă a avut un caracter răutăcios. O posibilă mireasă care a fost luată în considerare pentru el a fost o verișoară îndepărtată,  Élisabeth Marguerite d'Orléans, fiica lui Gaston d'Orléans. Totuși, căsătoria nu s-a materializat.
În cele din urmă s-a căsătorit cu Prințesa Palatină Anne Henriette în capela de la Palatul Louvre din Paris, în decembrie 1663. Mireasa era fiica lui Eduard, Prinț Palatin. Mama ei era Anna Gonzaga. Cuplul a avut zece copii. Tânăra prințesă a fost remarcată pentru natura ei pioasă, generoasă și de caritate. Mulți la curte au lăudat-o pentru atitudinea ei foarte susținută față de soțul ei dezagreabil. În ciuda calităților sale bune, Henri Jules, care a fost predispus la mari furii, și-a bătut de mai multe ori liniștita sa soție.
În plus, Henri Jules a avut o fiică nelegitimă cu Françoise-Charlotte de Montalais. Copilul, Julie de Bourbon, a fost cunoscută  sub diferite nume ca Julie de Bourbon, Julie de Guenani sau Mademoiselle de Châteaubriant. Ea a fost recunoscută în 1693 când ea avea 25 de ani. Julie a murit la 10 martie 1710, la vârsta de 43 de ani.
Henri Jules a fost succedat de singurul său fiu, Louis, Prinț Condé.